# 와카바 (드라마)
와카바(일본어: わかば, "새 잎"이라는 뜻)은 2004년 하반기 연속 TV 소설(통산 71번째)이다. NHK 오사카 방송국에서 제작했으며, 2004년 9월 27일부터 2005년 3월 26일까지 방영되었다. (총 151회)

## 줄거리
1995년 1월 17일에 일어난 한신·아와지 대지진으로 건축가였던 아버지를 잃고 미야자키현 니치난시에서 소주 제조업을 하던 어머니인 다카하라 우타코(高原 詩子)와 함께 피난 생활을 보낸 다카하라 와카바(高原 若葉)는 대학교에 입학하면서 정원 가꾸기를 배웠고 치어리더로도 활동하게 된다. 다카하라는 대학교를 졸업하고 다시 고베로 돌아가 조원 기사로 성장하여, 건축가로 일하던 남편인 후지쿠라 마사야(藤倉雅也)를 만나고 친환경적인 주택을 함께 만들게 된다.

## 캐스팅
주인공 역은 하라다 나쓰키(原田 夏希), 어머니 역은 다나카 유코(田中 裕子), 남편 역은 한국계 일본인 배우 강창웅(姜暢雄)이 맡았다.

## 촬영 현장 사진
사진은 모두 2004년 11월 NHK 오사카 방송국 견학때 촬영된 것이다.

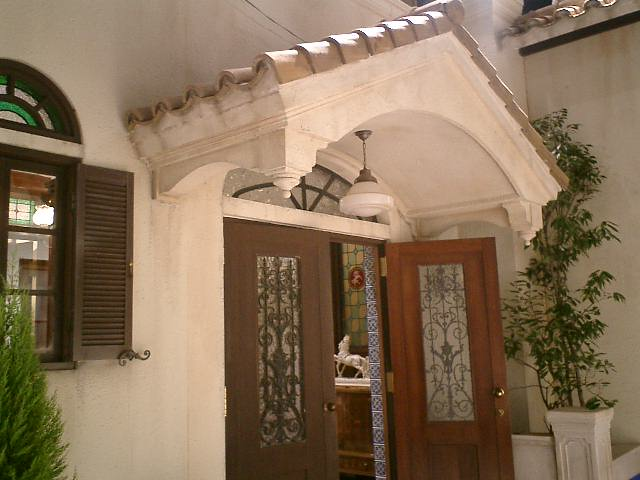
와카바 촬영 장소
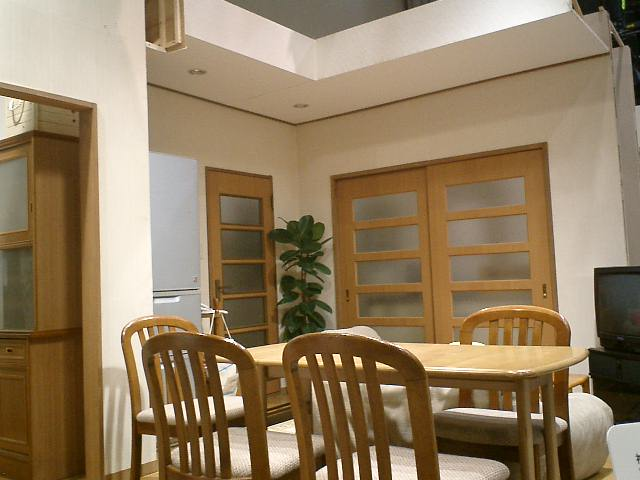
와카바 촬영 장소
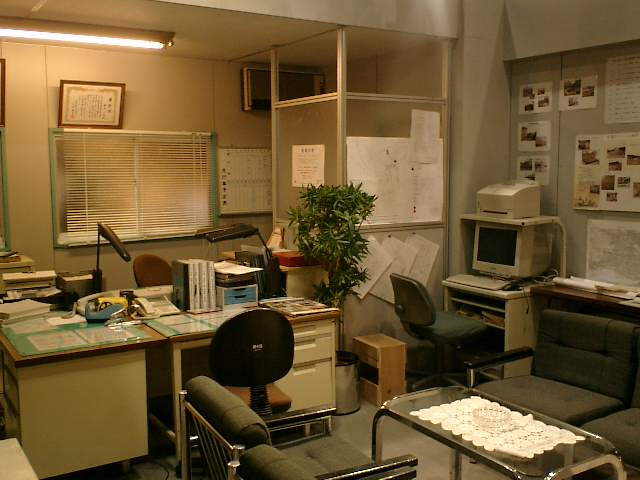
와카바 촬영 장소
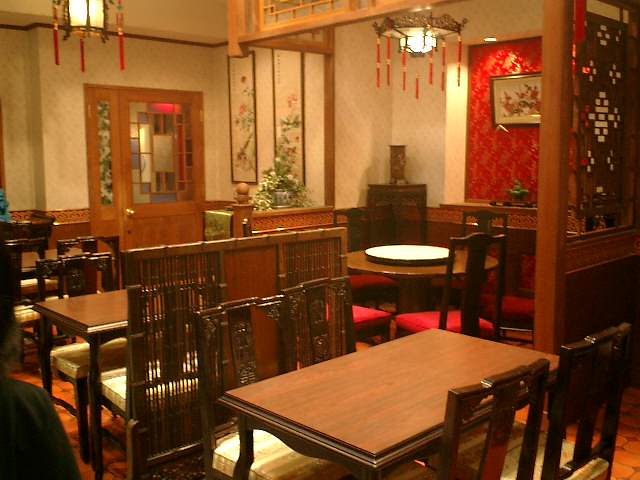
와카바 촬영 장소
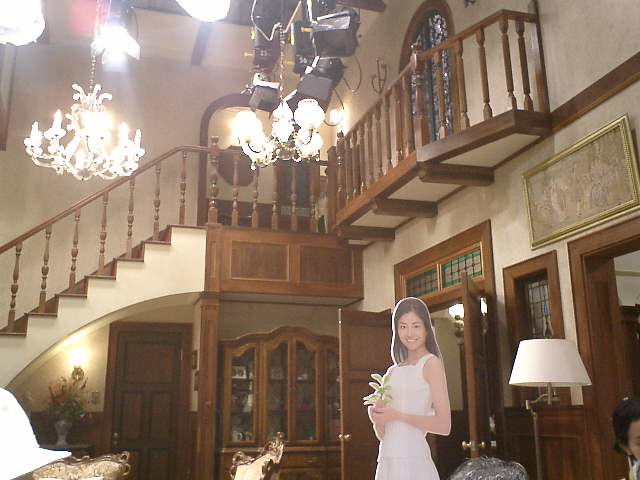
와카바 촬영 장소
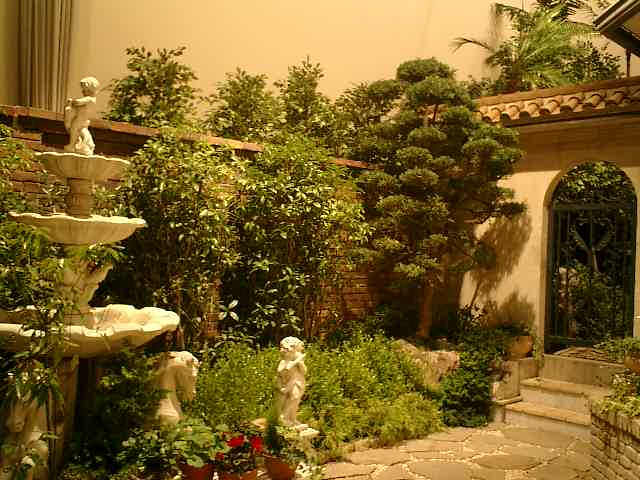
와카바 촬영 장소